# Monumento de Hunnestad

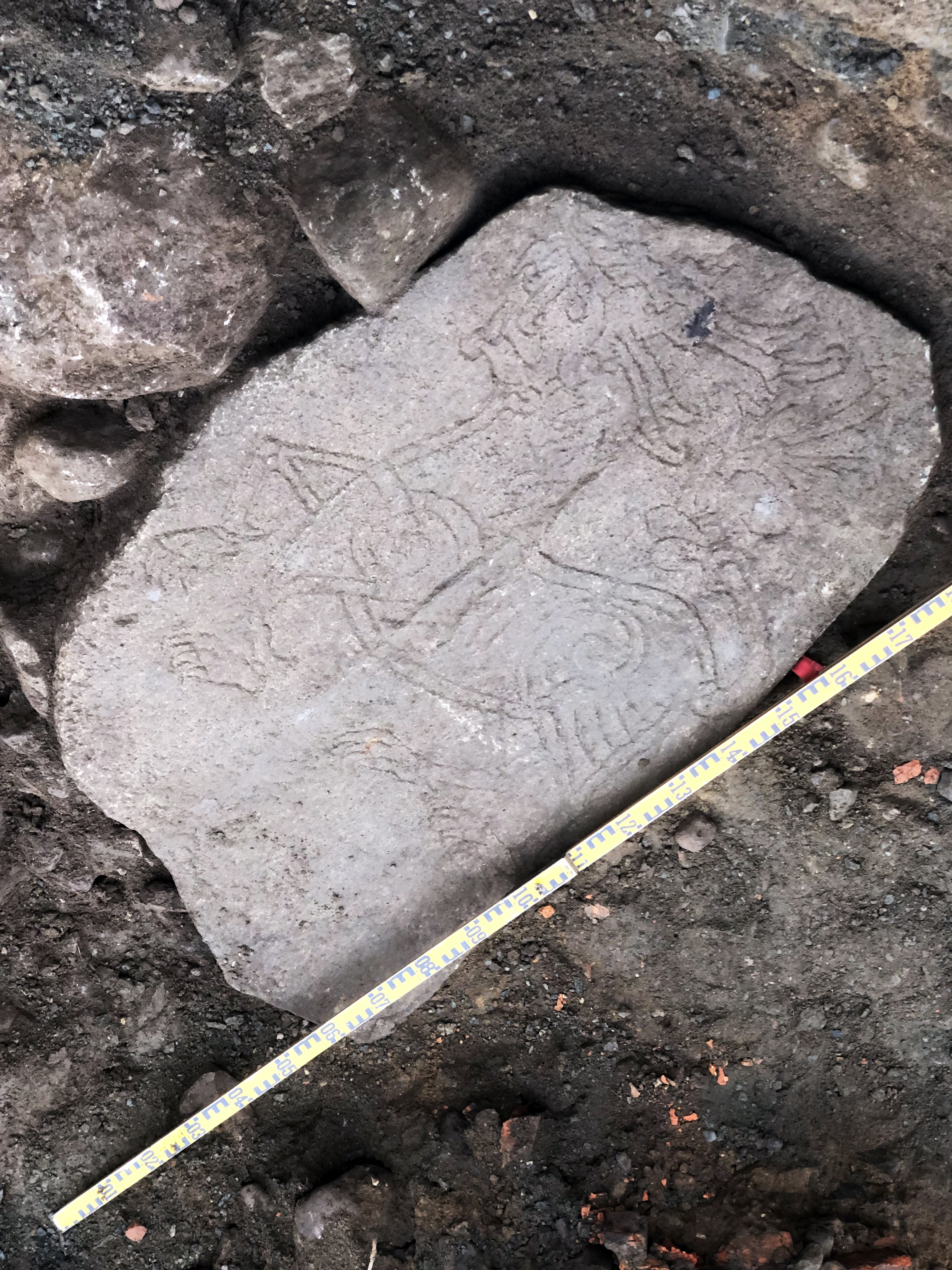
El recién redescubierto DR 285.

El Monumento de Hunnestad (en sueco: Hunnestadsmonumentet), catalogado como DR 282 a DR 286 en el catálogo Rundata, estaba ubicado en Hunnestad, en el norte-oeste de Marsvinsholm al norte-oeste de Ystad, Suecia. Fue el monumento más grande y famoso de la época vikinga en Escania, y en Dinamarca, solo comparable a las piedras de Jelling. El monumento fue destruido a finales del siglo XVIII por Eric Ruuth de Marsvinsholm, probablemente entre 1782 y 1786, cuando la finca estaba siendo sometida a una modernización completa, aunque el monumento sobrevivió lo suficiente como para ser documentado y representado.
Cuando el anticuario Ole Worm (1588–1654) exploró el monumento, constaba de ocho piedras. Cinco de ellas eran piedras de imagen, y dos de esas piedras de imagen también tenían inscripciones rúnicas. En el siglo XVIII, todas las piedras fueron reubicadas o destruidas. Solo tres de las piedras del monumento fueron recuperadas durante el siglo XIX y hoy están en exhibición en el museo Kulturen en Lund. Durante mucho tiempo se consideraron las únicas piedras restantes, pero el 16 de diciembre de 2020 se descubrió una cuarta piedra, DR 285, durante excavaciones para una línea de alcantarillado en el municipio de Ystad. Yacía con su imagen hacia arriba y había sido utilizada en la construcción de un puente sobre el arroyo de Hunnestad.

## Piedras rúnicas
La primera piedra rúnica (DR 282) fue erigida por Ásbjörn y Tumi en memoria de los dos hermanos de Tumi, mientras que la segunda (DR 283) fue erigida por Ásbjörn en memoria de Tumi.

### DR 282

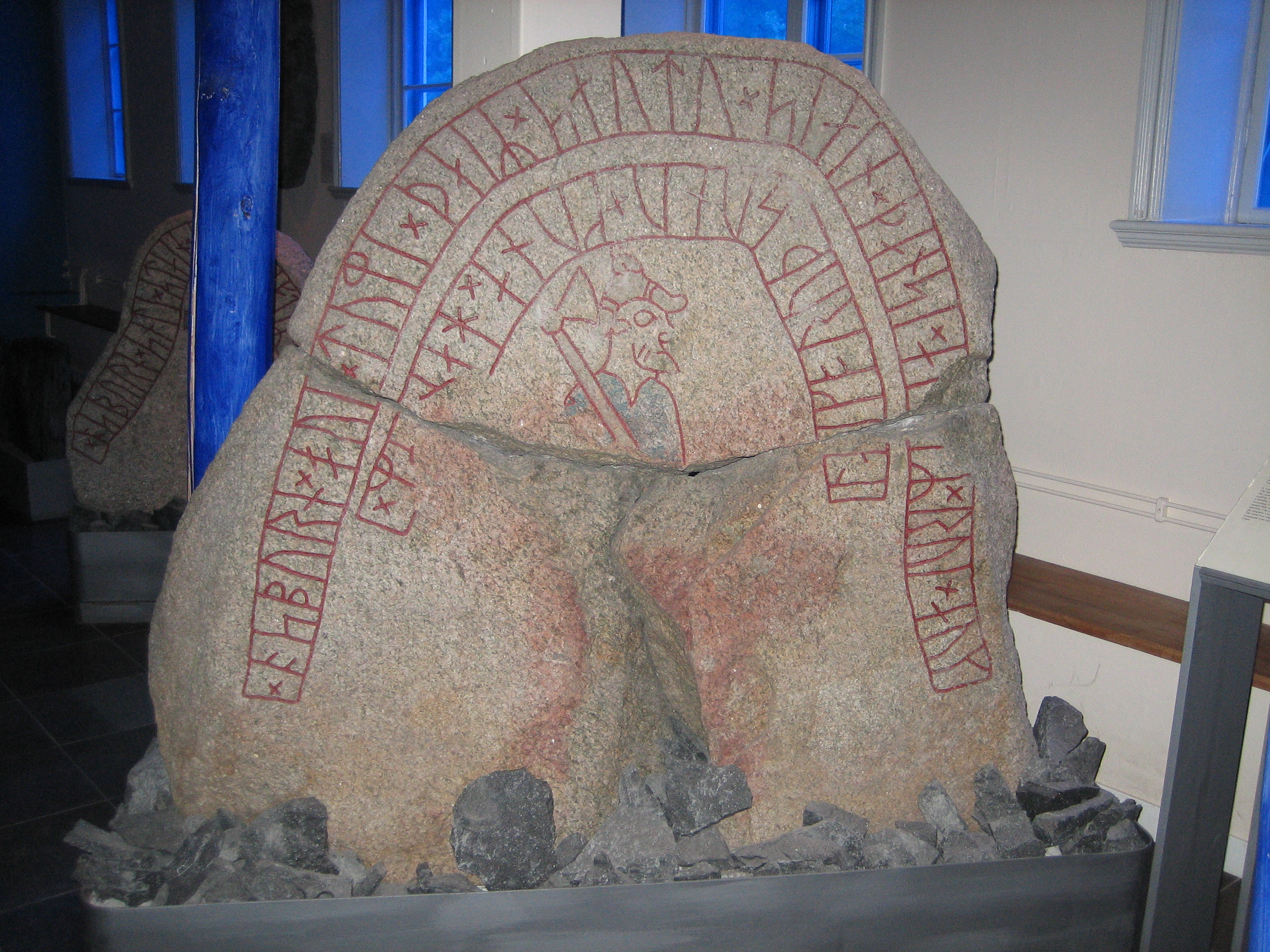
DR 282

La más antigua de las dos piedras rúnicas representa a un hombre grande vestido con un abrigo largo y un casco puntiagudo. El hombre, que lleva un hacha en su hombro derecho, posiblemente es un miembro de la Guardia varega.
Transliteración:
× osburn × (a)u(k) × tumi × þaiʀ × sautu × stain × þansi × a(f)[t]iʀ × rui × auk × ¶ laikfruþ × sunu × kuna × han[t]aʀ ×
Transcripción en nórdico antiguo:
Æsbiorn ok Tomi þeʀ sattu sten þænsi æftiʀ Roi ok Lekfrøþ, sunu Gunna Handaʀ.
Traducción al castellano:
Ásbjôrn y Tumi colocaron esta piedra en memoria de Hróir y Leikfrøðr, hijos de Gunni Hand.

### DR 283

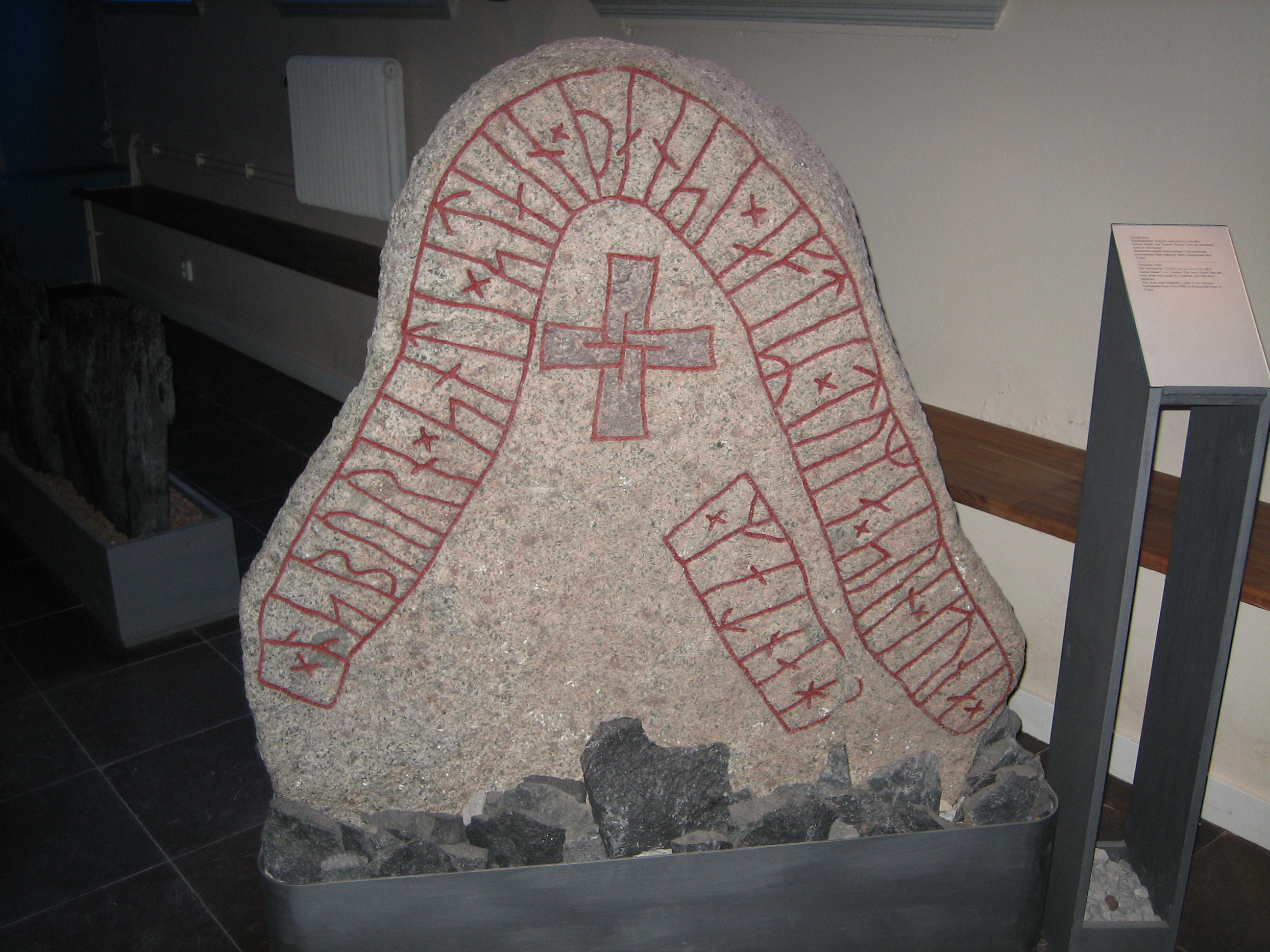
DR 283

La segunda piedra rúnica está decorada con una cruz y fue erigida por Ásbjörn después de Tumi.
Transliteración:
× osburn × snti × stain × þansi × aftiʀ × tuma × sun × kuna × ¶ hantaʀ ×
Transcripción en nórdico antiguo:
Æsbiorn satti sten þænsi æftiʀ Toma, sun Gunna Handaʀ.
Traducción al castellano:
Ásbjôrn colocó esta piedra en memoria de Tumi, hijo de Gunni Hand.

## Piedras de imagen DR 284 a DR 286

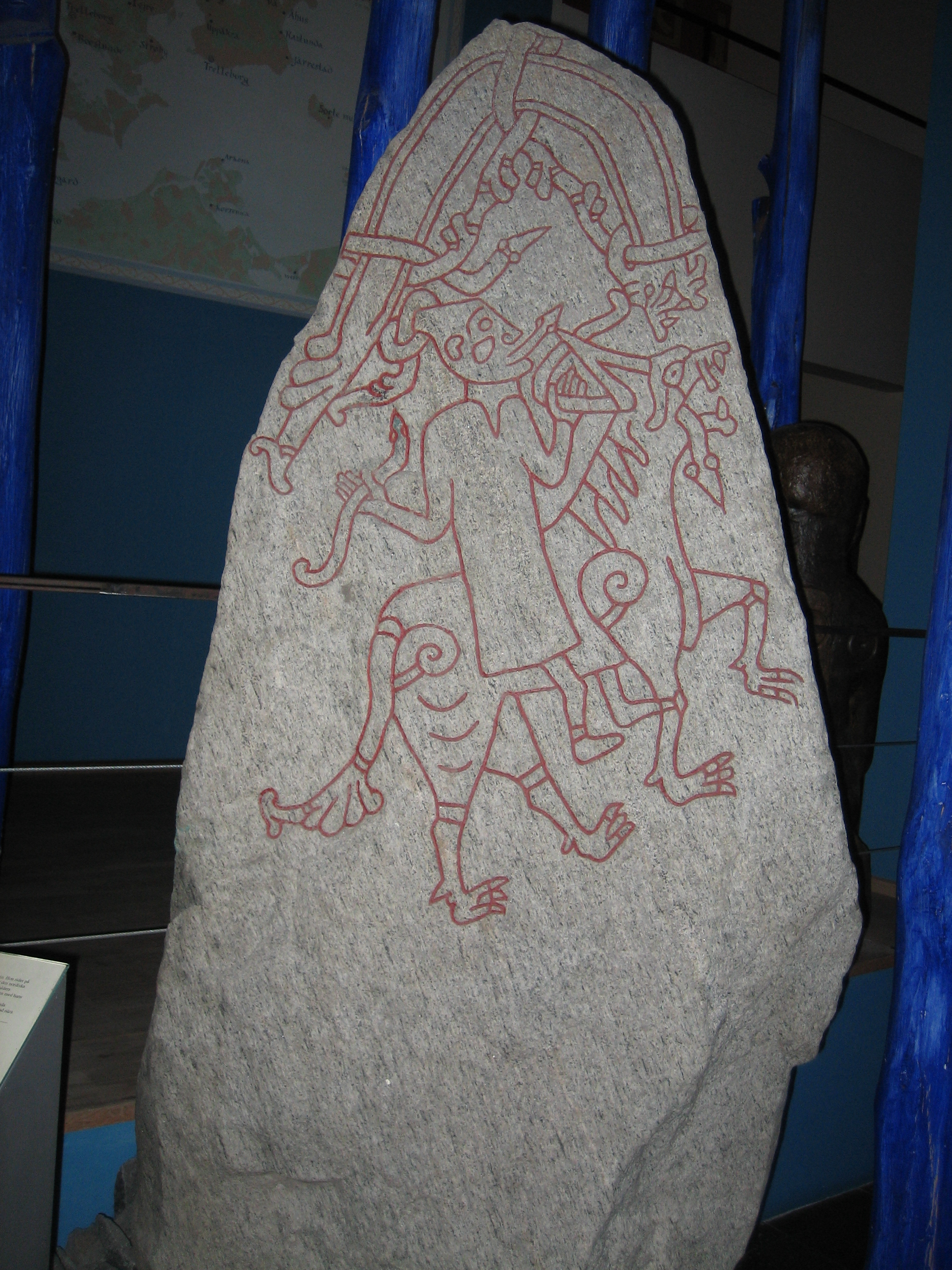
DR 284

Las tres piedras de imagen, sin ninguna inscripción rúnica, muestran tres ilustraciones de un animal gigante. Una de ellas, DR 284 (Hunnestad 3), muestra a una mujer que monta a un animal y tiene dos serpientes en sus manos. Parece ser la giganta Hyrrokkin, que monta un lobo y ayudó a los Æsir a empujar el barco de Balder al mar durante su funeral, por lo que sería una imagen apropiada para un monumento funerario. El lobo tiene una melena y orejas puntiagudas similares a la representación del lobo en la piedra rúnica de Tullstorp (DR 271) y los dos lobos en la piedra rúnica de Lund 1 (DR 314). La segunda piedra de imagen (la ahora perdida DR 286), como se muestra en la ilustración de Ole Worm, muestra el animal junto a una máscara de hombre, y la tercera piedra de imagen (la ahora encontrada DR 285) muestra al animal solo.